# Campioni di razza
Campioni di razza (Best in Show) è un film del 2000 diretto da Christopher Guest.
Il film è un simil-documentario comico su una fiera canina. 